# Gostner Hoftheater
Das Gostner Hoftheater ist ein Privattheater im Nürnberger Stadtteil Gostenhof. Es wurde 1979 gegründet und durch den Verein Gostner Hoftheater e. V. betrieben. Es werden überwiegend Stücke junger, zeitgenössischer Autoren, aber auch moderne Bearbeitungen von Klassikern gezeigt. Das Gostner wurde in einer umgebauten Spielzeugfabrik als „Theater um die Ecke“ eröffnet. Bereits ein Jahrzehnt später konnte die ursprünglich als Werkstatttheater konzipierte Bühne eigene Produktionen mit professionellen Schauspielern und Regisseuren präsentieren. Inzwischen hat es sich neben dem Staatstheater Nürnberg als zweites wichtiges Theater in Nürnbergs Kulturlandschaft etabliert.

## Spielstätten
Das ursprüngliche Haus in der Austraße 70 bietet Platz für 82 Besucher. Die Theaterkneipe LOFT im Souterrain des Gostner Hoftheaters bietet Musik-, Kabarett- und Leseabende und präsentiert Kunstausstellungen begleitend zu den Gostner-Eigenproduktionen.
Der Hubertussaal in der Dianastraße 28 in Nürnberg-Gibitzenhof mit Jugendstilambiente hat eine Kapazität von 250–300 Zuschauern und ist seit 1998 Außenspielstätte des Gostner Hoftheaters. Dort werden Großproduktionen sowie ausgewählte Gastspiele und Konzerte geboten.

## Jugendtheater
Einen Programmschwerpunkt bildet das Jugendtheater. Im Zweijahres-Turnus veranstaltet das Gostner Hoftheater seit 2001 das Jugendtheaterfestival licht.blicke., das hochkarätige Aufführungen für ein junges Publikum präsentiert. Der KulturRucksack des Gostner Hoftheaters gibt Mittelschülern aus sozial benachteiligten Stadtteilen die Möglichkeit, in einem Schuljahr vier verschiedene Kultureinrichtungen und vier vertiefende pädagogische Workshops fast zum Null-Tarif zu besuchen. Im Gostner-Theaterjugendclub erarbeiten junge Menschen ab 14 Jahren unter pädagogischer Leitung ein Stück, welches am Ende des Schuljahres vor Publikum aufgeführt wird. Außerdem beschäftigen sich Jugendliche im Rahmen der Peer Group mit den Hintergründen und Arbeitsprozessen hinter den Kulissen eines Theaters. Das Angebot wird durch den theatertherapeutischen Soul-Club abgerundet, in dem junge Menschen mit Hilfe von theaterpädagogischen und verhaltenstherapeutischen Techniken Selbstvertrauen entwickeln und ihre Kreativität entfalten können.

## Eigenproduktionen
- 1979 Alf Poss: „Wie ein Auto funktioniert“
- 1980 Bert Brecht: „Dreigroschenoper“; Dieter Schmid: „Kaiser Wilhelm“
- 1983 Leokadja Leiz: „Eiszeit - oder: einmal Metaxa und zurück“
- 1984 Aras Ören: „Bitte nix Polizei“; Gruppe Kulturschock: „Komo der Computerboss“
- 1985 Sergej Prokofjeff: „Peter und der Wolf“; Charles Bukowski: „Das Schlimmste kommt noch oder Fast eine Jugend“; Maurice Sendak: „Wo die wilden Kerle wohnen“
- 1986 Gruppe Kulturschock: „Gesetz ist Gesetz“; Ingeborg Bachmann: „Der gute Gott von Manhattan“; Ludwig Fels: „Lieblieb“
- 1987 Jean Cocteau: „Die menschliche Stimme“; Woody Allen: „Vorsicht Trinkwasser!“; William Mastrosimone: „Tagträumer“; Raymond Cousse: „Kindereien“; Oscar Viale/Alberto Alesandro: „Camino Negro“; Athol Fugard: „Aussagen nach einer Verhaftung auf Grund des Gesetzes gegen Unsittlichkeit“
- 1988 Paul Slabolepszy: „Aikona Boss“; Diana Raznovich: „Konzert des Schweigens“; Maximilian Kerner: „Eine Krake hat acht Arme“; Slawomir Mrozek: „Emigranten“; Mayo Simon: „Diese Männer“; „Sorry - Ein Drama kommt selten allein“; Florian Felix Weyh: „Fondue“; Sam Shepard: „Cowboy Mouth“
- 1989 Tom Cole: „Dreckfresser“; August Strindberg: „Gläubiger“; Rainald Goetz: „Kolik“; Gustaf Ernst: „Herzgruft“; Willy Russell: „Shirley Valentine“; Robert Robinson: „Robinson“
- 1990 José Tirana: „Die Nacht der Mörder“; Peter Turrini: „Kindsmord“; Alan Ayckbourn: „Ab jetzt“; Ljudmila Rasumowskaja: „Liebe Jelena Sergejewna“; Michail Bulgakow: „Hundeherz“; Alexej Schipenko: „LA 5 in der Luft“
- 1991 Ireneusz Iredynski: „Leb wohl, Judas...“; Tadeusz Rozewicz: „Der komische Alte“; Marguerite Duras: „La Musica“; Slawomir Mrozek: „Auf hoher See“; Diana Raznovich: „Herbstzeitlose“
- 1992 Walter Jens: "Der tödliche Schlag (Philoktet)"; August Strindberg: Totentanz"; Thomas Strittmatter: "Brach"; Wenedikt Jerofejew: "Die Reise nach Petuschki"; "Jacques und Schorsch"; Alfred de Musset: "Man spielt nicht mit der Liebe"
- 1993 Ödön von Horváth: „Zur schönen Aussicht“; Tankred Dorst: „Große Schmährede an der Stadtmauer“; Robert Schneider: „Dreck“; Marguerite Duras: „Savannah Bay“; J.M.R. Lenz: „Das Väterchen“
- 1994 Heinrich Leopold Wagner: „Die Kindermörderin“; Friedrich Maximilian Klinger: „Die Zwillinge“; Nihel Williams: „Klassen Feind“; David Mamet: „Oleanna“; Sean O’Casey: „Finnegann`s Whiskey“
- 1995 Helmut Krausser: „Lederfresse“; Bernard-Marie Koltès: „Die Nacht kurz vor den Wäldern“; Anton Cechov: „Nein, wir haben es noch weit bis Europa!“; J.W. von Goethe: „Stella“; Ferdinand Bruckner: „Krankheit der Jugend“; Franz Xaver Kroetz: „Furcht und Hoffnung in Deutschland“; Alfred de Musset: „Die Capricen der Marianne“
- 1996 Philip Ridley: „Der Disney-Killer“; Oliver Bukowski: „Das Lachen und Streicheln des Kopfes“; James Saunders: „Ein unglücklicher Zufall“; Peter Hacks: „Das Jahrmarktsfest zu Plundersweilern“
- 1997 Angela Carter: „Wie es uns gefällt“; Yasmina Reza: „Kunst“; David Mamet: „Die Gunst der Stunde“; Heiner Müller: „Quartett“; Georg Büchner: „Leonce und Lena“; J.W. von Goethe: „WERTHER!“
- 1998 Nikolaj Koljada: „Wenn die bunten Fahnen wehen“; Josef Hader/Alfred Dorfer: „Indien“; Hans Christian Feichinger: „Der flammende Iglu“; Martin McDonagh: „Die Schönheitskönigin von Leenane“; Edna Mazya: „Die Schaukel“
- 1999 Oliver Bukowski: „Nichts Schöneres“; Anne Meara: „After-Play/Nachspiel“; Zoë Jenny: „Das Blütenstaubzimmer“
- 2000 Conor McPherson: „Salzwasser“; „Was ist der Mensch?“; Rebecca Prichard: „Yard Girl“; Slawomir Mrozek: „Huhn bleibt Huhn“
- 2001 Florian Felix Weyh: „Triage“; Jean Genet: „Die Zofen“; Wallace Shawn: „Das Fieber“; Sibylle Berg: „Hund, Frau, Mann“
- 2002 Eve Ensler: „Lemonade“; „Linie 17 - der Weg ins Leben“; Wilfried Happel: „Die Wortlose“; Lutz Hübner: „Herz eines Boxers“; Helma Sanders-Brahms: „Ulrike Mondzeit/Neonzeit“; Conor McPherson: „St. Nicholas“; Philip Ridley: „Vincent River“
- 2003 Mattias Braun: „Die Perser“; Lilly Axster: „Gestohlenes Meer“; Thomas Brussig: „Leben bis Männer“; Kristo Šagor: „Dreier ohne Simone“; Kai Hensel: „Klamms Krieg“; Martin Crimp: „Auf dem Land“
- 2004 Bernhard Windisch: „Wo der Teufel nichts mehr taugt“; Thomas Bernhard: „Einfach kompliziert“; „Das Apfelbäumchen“; Mats Wahl: „Nettes Zukunft“; Neil LaBute: „Land der Toten, Ausflug, Einordnen“; Gregor Leschig: „Net-Affairs“; „Die Nibelungen“
- 2005 Roland Spranger: „Junimond“; Andrew Bovell: „Lantana“; Lutz Hübner: „Nellie Goodbye“; „Toast Hawaii oder es wird ja alles wieder gut“; Markus Wiegand: „Frère Diabolo“; Naomi Wallace: „Die zurückweichende Welt“; Anja Gronau: „Leni- eine Riefenstahl-Subjektive“
- 2006 J.W. von Goethe: „Urfaust“; Fitzgerald Kusz: „Witwendramen“; „Glücklich ist, wer vergisst...ErinnerungsStücke“; Walter Kohl: „ritzen“; „Das Haus der Treppen“; David Auburn: „Der Beweis“; Eugene O’Brien: „Eden“
- 2007 Vanessa Badham: „Bedtime for Bastards“; John Osborne: „Blick zurück im Zorn“; Edmond Rostand: „cyrano“; „Heinrich ,Harry‘ Heine: Ein großer Weltriss geht durch meine Seele“; Jörg Menke-Peitzmeyer: „Der Essotiger“; „Zu viert gegen den Rest der Welt“; Sven Regener: „Neue Vahr Süd“; Torsten Bruchsteiner: „Nordost“; Alessandro Baricco: „Novecento - die Legende vom Ozeanpianisten“
- 2008 Thomas Bernhard: „Der deutsche Mittagstisch“; Ute Rauwald: „Easy Mobbing“; Morten Feldmann: „Männergespräche“; Lutz Hübner: „Aussetzer“
- 2009 August Strindberg: „Fräulein Julie“; J.W. von Goethe: „Wahlverwandtschaften“; Neil LaBute: „Wie es so läuft“; „Wenn in China ein Sack Reis umfällt...“; Jonas Hassen Khemiri: „Invasion!“
- 2010 Beat-Generation-Projekt: „Cosmic Baseball“; Neil LaBute: „Tag der Gnade“; Laura de Weck: „Lieblingsmenschen“; Maxi Obexer: „Im Auge der Seekuh“& Lee Hall: „Karaoke und Bigamie“
- 2011 Jan Neumann: „Fundament“; „Quo vadis Gostenhof?“; Nuran David Calis:„Frühlings Erwachen!“; Oliver Kluck: „Warteraum Zukunft“
- 2012 Nis-Momme Stockmann: „Das blaue, blaue Meer“; Fatih Akin: „Gegen die Wand“; „Love.Net“; Wolfgang Herrndorf: „Tschick“; Martin Heckmanns: „Vater Mutter Geisterbahn“
- 2013 Christian Hansen: „Heim//Wege“; Pierre Notte „Zwei nette kleine Kamen auf dem Weg nach Norden“; Daniel Glattauer „Gut gegen Nordwind“; „Küsse…Bisse“; Alina Bronsky „Scherbenpark“
- 2014 Ingrid Lausend: „Benefiz. Jeder rettet einen Afrikaner“; Janne Teller: „Nichts. Was im Leben wichtig ist“; Georges Simenon: „Drei Zimmer in Manhattan“; Olivia Wenzel: „Weißes Mäuschen warme Pistole“
- 2015 Pere Riera: „Unter Verschluss“; Per Nilsson: „So lonely“; J.W. Goethe: „Egmont“; Kai Hensel: „Welche Droge passt zu mir?“; Ödön von Horváth: „Jugend ohne Gott“
- 2016 Christian Frascella: „Meine Schwester ist eine Mönchsrobbe“; Madeleine Bourdouxhe: „Gilles’ Frau“; Matthieu Delaporte & Alexandre de la Patellière: „Abschiedsdinner“; Ulrich Hub: „Nathans Kinder“; Johannes Naber: „Zeit der Kannibalen“
- 2017 Marius von Mayenburg: „Stück Plastik“; Lutz Hübner & Sarah Nemitz: „Phantom (Ein Spiel)“; Ferdinand Schmalz: „der herzerlfresser“; Guus Kuijer: „Wir alle für immer zusammen“; Duncan Macmillan: „All das Schöne“; Thomas Melle: „Bilder von uns“
- 2018 Elisabeth Steinkeller: „Rabensommer“; Rebekka Kricheldorf: „In der Fremde“; Mike Kenny: „Der Junge mit dem Koffer“; Cervantes: „being DON QUIJOTE?“
- 2019 Dawn King: „Chiffren“; Helwig Arenz: „Caligula und das Mädchen auf der Treppe“; Eugéne Labiche: „Die Affäre Rue de Lourcine“; Henning Mankell: „Der gewissenlose Mörder Hasse Karlsson…“; Neil LaBute: „Eine Art Liebeserklärung“

## Auszeichnungen
- 1989 Nürnberg-Stipendium der Stadt Nürnberg
- 1997 AZ-Stern des Jahres, Kategorie Bühne
- 2001 AZ-Stern des Jahres für Jean Genets „Die Zofen“
- 2004 Kulturförderpreis der Stadt Nürnberg
- 2004 Bayerische Theatertage: Theaterpreis für „Das Apfelbäumchen“
- 2005 AZ-Stern des Jahres, Kategorie Theater u. Ausstellung
- 2007 Bayerische Theatertage: Beste Produktion im Kinder- und Jugendtheater „Der Essotiger“
- 2007 AZ-Stern des Jahres, Kategorie Ensemble für „Neue Vahr Süd“
- 2011 Paula-Maurer-Preis
- 2016 Sieger beim Wettbewerb „Ideen machen Schule“
- 2016 Paula Maurer-Preis
- 2017 Karl-Bröger-Medaille
- 2019 Bürgermedaille der Stadt Nürnberg für Gisela Hoffmann/Künstlerische Leitung
- 2023 Einladung zu den Privattheatertagen mit „How to Date a Feminist“